# ادوارد الگار

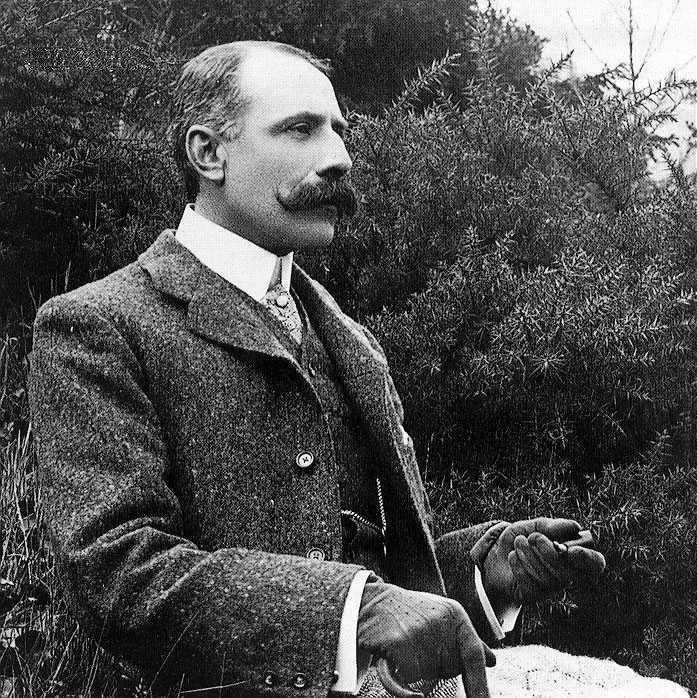
ادوارد الگار

ادوارد الگار (به انگلیسی: Edward Elgar) آهنگساز بریتانیایی در ۲ ژوئن ۱۸۵۷ در برودهث  به دنیا آمد و در ۲۳ فوریه ۱۹۳۴ در ورسستر در گذشت.
الگار مقام‌های کوچکی مانند نوازنده ارگ و رهبر گروه داشت. پس از آنکه نتوانست زندگی را در لندن بگذراند به مالورن (Malvern) رفت و در همانجا اقامت گزید. شهرت او به عنوان یک آهنگساز،به خاطر واریاسیون‌های چیستان برای ارکستر و اراتوریوی او به نام رویای گرونتیوس می‌باشد. آثار دیگر او دو سمفونی، کنسرتوهایی برای ویولن و ویولن‌سل، پیش‌درآمد والگرو، سرناد برای سازهای زهی، اورتور کنسرت کوکانی (Cockaigne) و مارش‌های جلالی و تشریفات است. الگار در زمره نخستین آهنگسازانی قرار دارد که به صورت جدی قطعاتی را برای پخش در گرامافون ساخت.

## برخی از آثار
- کنسرتو ویلن
- سونات ویلن
- کنسرتو ویلنسل
- واریاسیون‌های چیستان (انیگما)
- سرناد برای سازهای زهی

## شنیدن آثار
- youtube
- deezer